# Chlorostrymon kuscheli
Chlorostrymon kuscheli is een vlinder uit de familie van de Lycaenidae. De wetenschappelijke naam van de soort werd als Thecla kuscheli in 1949 gepubliceerd door Ureta.